# タイ王国の売春

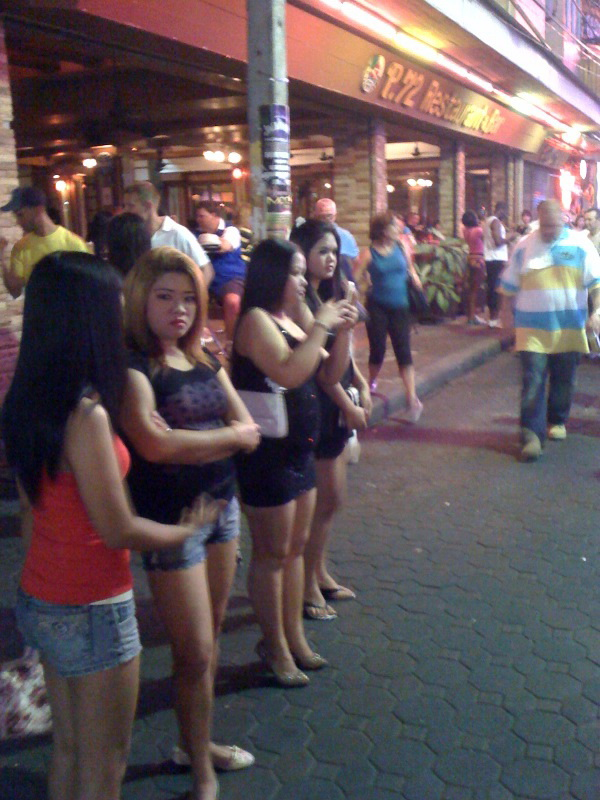
パッタヤーの立ちんぼ

タイ王国での売春について述べる。

## 概要
勧誘行為や迷惑行為に対する法律があるとはいえ、タイ王国での売春は必ずしも違法ではない。実際には許容されており、部分的に公娼が統制されている。タイ王国の多くの地域では密かに売春が行われている。売春婦の正確な人数を把握することは困難であり、国内外で論争の対象となっている。ベトナム戦争以降、タイ王国は買春ツアーの目的地として国際的な知名度を得ている。2016年7月、タイ王国政府がセックス産業を廃止しようとしていると報じられた。ゴーブガーン・ワッタナワラーングーン観光・スポーツ大臣は「観光客はタイにセックスしに来るわけではないわ。我々の美しい文化のために来るのよ」「観光の質で評価されたいものだわ。セックス産業なんてなくてもいいじゃない」と述べた。

## 売春婦の人数

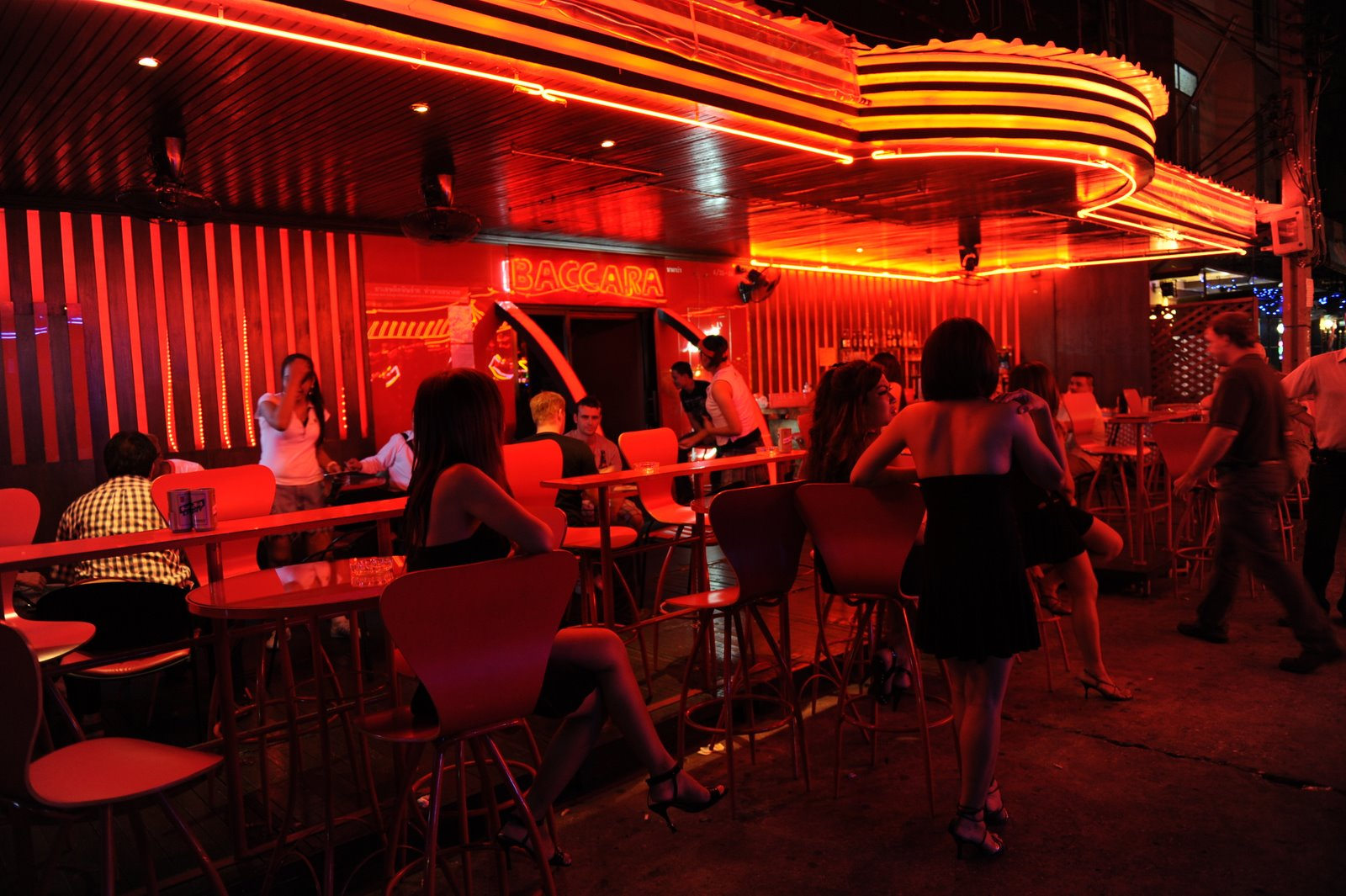
バンコクのゴーゴーバー

タイ王国の売春婦の人数は調査機関によって大きく異なり、議論の対象となっている。チュラーロンコーン大学のNitet Tinnakul博士による2004年の推定では、女性200万人、男性2万人、18歳以下80万人など、計280万人のセックスワーカーがいるとしている。しかしTinnakul博士の研究手法には疑問も呈されている。
2001年の世界保健機関は「15万人から20万人のセックスワーカーがいるとするのが妥当だろう」と報告している。2008年にアメリカ国務省は年次人権報告書で「今年行われた政府の調査では7万6000人から7万7000人の成人売春婦が風俗店に登録されている。だがしかし、NGOは20万人から30万人の売春婦がいると推測している」としている。
サムイ島だけでも1万人もの売春婦が存在する可能性があり、観光産業に落とされる金額の少なくとも10%が性風俗産業に落とされている。1996年、バンコク警察は5000人のロシア人売春婦が体で働いていると推定し、その多くはロシアンマフィアの管理下でタイに入国したとしている。2016年の第一四半期にはロシアでもっとも人気の高い旅行先がタイ王国となり、36万人ものロシア人がタイ王国を訪れた。

## 売春場所

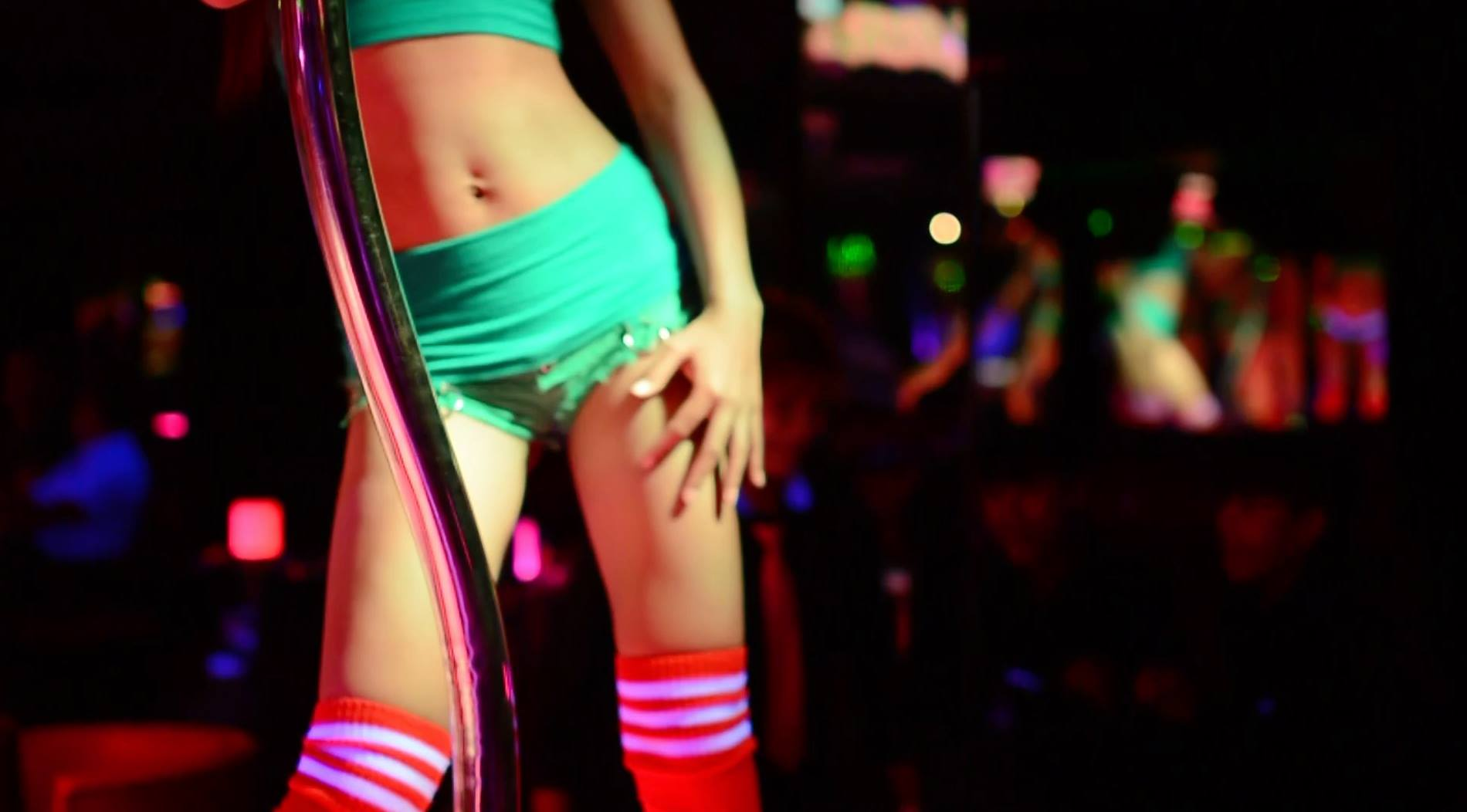
クネクネするポールダンサー

タイ王国での売春は、売春宿、ホテル、マッサージパーラー、レストラン、サウナ、ホステルバー、ゴーゴーバー、ビールバーなど様々な施設で行われる。
バンコク中心部にあるルンピニー公園は、日が暮れると売春場所となる。カラオケバーにも売春婦がいることがあり、客が歌ったり踊ったりしている間にナメたりする女性がいる。
「Ab ob nuat」（入浴とマッサージ）ではオイルマッサージ、裸の女性によるマッサージ、バスルームでの性処理が行われ、日本のソープランドに似ている 。
伝統的なマッサージパーラーは性的サービスを伴わないタイ古式マッサージを提供する施設であるが、中には追加料金を支払うことで手コキ、フェラチオ、本番（性行為）のサービスを受けられる店もある。

## 売春に対するタイ人の見解
多くのタイ人女性は売春婦が存在することで強姦を減らす効果があると考えている。タイで売春は社会構造の一部として広く受け入れられている。元売春婦と結婚することをためらわない男性もいる。タイの平均給与は日給8.59ドルであるが、セックスワーカーは顧客1人あたり85ドルを稼ぐことができる。

## 児童買春
タイ王国保健制度研究所は18歳以下の未成年売春婦が売春婦全体の40%を占めると推定している。家族の借金を返済するためなどに売春を強いられる未成年売春婦も多い。

## 関連文献
- Bishop, Ryan; Robinson, Lillian S (1998). Night Market; Sexual Cultures and the Thai Economic Miracle (Paper ed.). New York: Routledge. ISBN 0-415-91429-9 2016年7月17日閲覧。
- Travels in the Skin Trade: Tourism and the Sex Industry (1996, ISBN 0-7453-1115-6) by Jeremy Seabrook describes the Thai sex industry and includes interviews with prostitutes and customers.
- Cleo Odzer received her PhD in anthropology with a thesis about prostitution in Thailand; her experiences during her three years of field research resulted in the 1994 book Patpong Sisters: An American Woman's View of the Bangkok Sex World (ISBN 1-55970-281-8). In the book she describes the Thai prostitutes she got to know as quick-witted entrepreneurs rather than exploited victims.
- Hello My Big Big Honey!: Love Letters to Bangkok Bar Girls and Their Revealing Interviews by Dave Walker and Richard S. Ehrlich (2000, ISBN 0-86719-473-1) is a compilation of love letters from Westerners to Thai prostitutes, and interviews with the latter.
- For an informative caricature of the contemporary sexual norms and mores of Thailand (and its Sex Industry) versus the West see the novels of John Burdett including Bangkok 8 for the comparative anthropology of his half Thai-Western (son of a 'Bar-Girl') protagonist detective Sonchai Jitpleecheep.
- Dennis Jon's 2005 documentary travelogue The Butterfly Trap provides a realistic and non-judgmental first person viewpoint of sex tourism in Thailand.
- Jordan Clark's 2005 documentary Falang: Behind Bangkok's Smile takes a rather critical view of sex tourism in Thailand.
- David A. Feingold's 2003 documentary Trading Women explores the phenomenon of women from the surrounding countries being trafficked into Thailand.
- John R. Murray's 1995 documentary Ladybars Pattaya describes the Thai sex industry and includes interviews with prostitutes, police and customers.